# Testo unico delle leggi di pubblica sicurezza
Il testo unico delle leggi di pubblica sicurezza (abbreviato con l'acronimo TULPS), nell'ordinamento giuridico italiano, è una legge del Regno d'Italia, in vigore nella Repubblica Italiana.
Emanato con il regio decreto 18 giugno 1931, n. 773, fu seguito dal relativo regolamento di attuazione di cui al regio decreto 6 maggio 1940, n. 635, anch'esso tuttora in vigore.

## Storia
All'inizio del XX secolo le leggi italiane sulla pubblica sicurezza vennero raccolte nella forma del testo unico con il R.D. 6 novembre 1926 n. 1848, poi approvato con regio decreto 18 giugno 1931 n. 773. Nove anni dopo venne poi emanato il relativo regolamento di esecuzione di cui al regio decreto 6 maggio 1940, n. 635.   
Dopo la nascita della Repubblica Italiana, l'atto normativo è rimasto vigente, sebbene abbia avuto numerose modifiche e mutilato di molti articoli per ripetuti interventi della Corte costituzionale e del legislatore, al fine di garantirne compatibilità con il nuovo ordinamento repubblicano.

## Struttura
La norma è strutturata in dieci  titoli e in n. 224 articoli:
- Titolo I - Dei provvedimenti di polizia e della loro esecuzione
  - Capo I - Delle attribuzioni dell'autorità di pubblica sicurezza e dei provvedimenti d'urgenza o per grave necessità pubblica
  - Capo II - Della esecuzione dei provvedimenti di polizia
  - Capo III - Delle autorizzazioni di polizia
  - Capo IV - Dell'inosservanza degli ordini dell'autorità di pubblica sicurezza e delle contravvenzioni

- Titolo II - Disposizioni relative all'ordine pubblico e alla incolumità pubblica
  - Capo I - Delle riunioni pubbliche e degli assembramenti in luoghi pubblici
  - Capo II - Delle cerimonie religiose fuori dei templi e delle processioni ecclesiastiche o civili
  - Capo III - Delle raccolte delle armi e delle passeggiate in forma militare
  - Capo IV - Delle armi
  - Capo V - Della prevenzione di infortuni e disastri
  - Capo VI - Delle industrie pericolose e dei mestieri rumorosi e incomodi

- Titolo III - Disposizioni relative agli spettacoli, esercizi pubblici, agenzie, tipografie, affissioni, mestieri girovaghi, operai e domestici
  - Capo I - Degli spettacoli e trattenimenti pubblici
  - Capo II - Degli esercizi pubblici
  - Capo III - Delle tipografie e arti affini e delle esposizioni di manifesti e avvisi al pubblico
  - Capo IV - Delle agenzie pubbliche
  - Capo V - Dei mestieri girovaghi e di alcune classi di rivenditori
  - Capo VI - Degli operai e domestici e dei direttori di stabilimenti
  - Capo VII - Disposizioni finali del titolo iii

- Titolo IV - Delle guardie particolari e degli istituti di vigilanza e di investigazione privata

- Titolo V - Degli stranieri (abrogato dal d.lgs. 25 luglio 1998, n. 286)

Capo I - Del soggiorno degli stranieri nel regno
Capo II - Degli stranieri da espellere e da respingere dal regno
- Titolo VI - Disposizioni relative alle persone pericolose per la società
  - Capo I - Dei malati di mente, degli intossicati e dei mendicanti
  - Capo II - Delle persone sospette, dei liberati dal carcere o dagli stabilimenti per misure di sicurezza, del rimpatrio e degli espatri abusivi
  - Capo III - Dell'ammonizione
  - Capo IV - Dei provvedimenti relativi ai minori degli anni diciotto
  - Capo V - Del confino di polizia

- Titolo VII - Del meretricio (abrogato dalla legge 20 febbraio 1958, n. 75)

- Titolo VIII - Delle associazioni, enti ed istituti

- Titolo IX - Dello stato di pericolo pubblico e dello stato di guerra

- Titolo X - Disposizioni finali e transitorie

## Contenuto
Il testo regolamenta una serie di attività e autorizzazioni svolgibili e ottenibili da parte di privati, nonché facoltà e attribuzioni alle autorità di pubblica sicurezza - come le misure di prevenzione, le ordinanze prefettizie e il potere di ammonizione - e relativi poteri e di controllo in certe materie concesse principalmente alle questure e alle prefetture che rimettevano alla loro discrezionalità la maggior parte delle attività umane al tempo praticate con limiti considerabili poco garantisti, come ad esempio la facoltà di sospensione di funzioni religiose. Dopo la caduta del regime fascista, sono state apportate numerose modifiche con riforme legislative e sentenze della Corte costituzionale (per esempio in materia di misure di prevenzione, riunioni pubbliche, funzioni religiose, associazioni).
Contiene inoltre la disciplina normativa di un gran numero di materie, dalla pubblica sicurezza alle autorizzazioni amministrative, come norme in tema di licenza di detenzione di armi e licenza di porto d'armi, nonchè una prima raccolta organica di norme inetenti la legislazione italiana sulle armi, ma anche disposizioni circa la regolare ottemperanza agli obblighi scolastici dei figli, norme in tema di attività di affittacamere e dei pubblici esercizi, vendita e somministrazione di bevande alcoliche, alcune disposizioni in tema di spettacoli pubblici e della prevenzione di infortuni, disciplina delle guardie giurate e degli istituti di vigilanza privata, disciplina dell'attività di prostituzione in Italia, dell'attività di investigatore privato al divieto di esercizio del "mestiere di ciarlatano".

## Analisi e caratteristiche
Emanato durante il governo Mussolini, in un frangente di forte consolidamento delle attività del controllo di polizia da parte del regime fascista, vi si riflessero infatti gli indirizzi politici del momento, di più nitida riconoscibilità nella parte in cui regolavano comportamenti in qualche misura legati alla politica, e segnatamente all'attività politica dei singoli o a quelle attività culturali che potessero sollecitarla o orientarla.
Il TULPS si caratterizzò essenzialmente come un testo di polizia amministrativa, regolando in modo piuttosto dettagliato le modalità di controllo statale delle attività dei privati che potessero rilevare ai fini della sicurezza pubblica e dando compiuta definizione di molti punti lungamente dibattuti in giurisprudenza e in dottrina. Esso fu, in questo senso, anche strumento di riordino giacché differenze di impostazione od operative addirittura precedenti all'unità d'Italia continuavano a causare differenza di trattamento delle medesime fattispecie fra le diverse regioni italiane, sebbene inevitabilmente e intenzionalmente fu principalmente strumentale alle esigenze del regime autoritario al potere in quel periodo.
Sebbene la norma regolasse in modo minuzioso taluni aspetti, da un lato lasciava poca discrezionalità circa l'individuazione di obblighi e divieti, dall'altro era tuttavia molto generica in diversi punti, lasciando una certa di discrezionalità alle autorità competenti in materia dei vari settori, nei quali gli apparati statali, impersonati dai singoli funzionari, potevano applicare interpretazioni di una certa libertà che si prestavano potenzialmente ad un utilizzo influenzato dalla politica del tempo. Ad esempio, veniva stabilito il divieto dell'esercizio del mestiere di ciarlatano, non dandone nel contempo alcuna definizione, lasciando nella sostanza l'interpretazione al funzionario preposto, chiamato a interpretare le attività altrui, o al regolamento di esecuzione del 1940 (ad esempio l'art. 231 di detto regolamento a proposito del mestiere di ciarlatano).